# Rumble
Rumble es un personaje ficticio perteneciente al mundo ficticio de Transformers, pertenece al grupo de los Decepticons, él es un micro-casete comunicador de Soundwave que cumple su función como demoledor al igual que Frenzy.

## Historia

### Cómic Marvel
En el cómic Marvel la apariencia de Rumble es de color rojo. Rumble terminó pareciéndose a un robot azul con extremidades rojas pareciéndose más a Frenzy y Frenzy con el color muy similar al de Rumble.
Según el cómic de Marvel, Rumble y Frenzy son hermanos. Rumble fue uno de los Decepticons que en un principio atacó el Arca y posteriormente se estrelló contra la Tierra. Reconfigurado en el modo de la Tierra de un microcassette, participó en muchas de las primeras batallas contra los Autobots. Su única participación principal fue cuando acompañó a Megatron en su incursión contra la base Autobot, sumariamente con el fin de desactivar a Omega Supreme, junto con Starscream, Skywarp, Thundercracker, Frenzy y Buzzsaw.

### Serie Animada
Rumble al igual que Laserbeak y Ravage no se encargaba en las misiones de espionaje, siempre se centró en otro punto también muy importante, sus misiones que este junto con Frenzy acataban eran en demolición y lucha, gracias a una gran peculiar habilidad que este posee en convertir sus brazos en martillos capaces de provocar terremotos y sismos fuertes. Rumble junto con Frenzy se encargaban de hacer los trabajos sucios de Soundwave ya sea destruyendo alguna instalación o eliminando algún Autobot. Este personaje se caracterizó por estar más tiempo fuera del torso de Soundwave que otros micro-cassettes.
Película 1986 Batalla Ciudad Autobot:
A lo largo de los próximos 20 años, los Decepticons lograron la conquista de Cybertron y obligaron a los Autobots a trasladarse a las bases en dos de las lunas del planeta, y para su nuevo hogar de la Ciudad Autobot en la Tierra. En el año 2005, cuando los Decepticons protagonizaron un asalto mayor contra Ciudad Autobot, Rumble, Frenzy, Ravage y Ratbat fueron desplegados por Soundwave para desactivar una torre de comunicaciones que Blaster estaba usando para transmitir un mensaje a Optimus Prime en una base lunar para que los auxilie contra la amenaza Decepticon. Después de hacerlo, Rumble junto con Frenzy procedieron a aplastar y demoler la torre de comunicaciones, y él y sus compañeros y luego atacar a Perceptor. Blaster desató sus propios casetes en ellos, y Rumble terminó luchando con Steeljaw. Por desgracia para los Decepticons, Rumble y sus compañeros casetes no habían actuado con la suficiente rapidez, y la llamada de socorro de Blaster realmente habían llegado a Optimus Prime, que pronto llegó a la Tierra y mantuvo una lucha mortal contra Megatron en la que ambos terminaron heridos mortalmente. Con la caída de su líder, los Decepticons se retiraron a bordo Astrotrain, con Rumble quien llevaba el cañón de fusión de Megatron mientras Soundwave llevaba a Megatron. Una vez que los Decepticons estaban en camino, se hizo necesario desechar el exceso de peso para que Astrotrain podría llegar a Cybertron, Megatron fue uno de los expulsados, lo que provocó una discusión sobre quién le sustituirá como líder. Cuando Hook llama Soundwave "un líder antipático", Soundwave expulsa sus casetes a luchar por su honor, y Rumble tomó especialmente ofendido por el insulto. Los Constructicons formaron a Devastator para enseñarles una lección, pero Rumble y Frenzy le causaron instantáneamente una separación agitando a Astrotrain con sus martillos potentes. Al final, Starscream se impuso para el nuevo líder Decepticon, y Rumble estaba presente para su coronación y la posterior muerte de Starscream de una nueva y poderosa fuerza Decepticon que apareció durante la ceremonia. Impresionado por esta demostración de fuerza, Rumble preguntó cómo se llamaba para que los Decepticons todo podría animar a él, y el recién llegado anunció que era Galvatron.
Rumble estuvo presente durante la decadencia Decepticon después de la gran batalla contra Unicron y se mantuvo como un soldado común en las filas Decepticons, el destino de Rumble se desconoce totalmente quizás estuvo a bordo de Scorponok cuando este fue derrotado en la última gran batalla entre los Autobots y los Decepticons.